# Бельфіоре
Бельфіоре (італ. Belfiore, вен. Belfiore) — муніципалітет в Італії, у регіоні Венето, провінція Верона.
Бельфіоре розташоване на відстані близько 410 км на північ від Рима, 90 км на захід від Венеції, 18 км на схід від Верони.
Населення — 3108 осіб (2014).
Щорічний фестиваль відбувається 8 вересня. Покровитель — Natività di Maria.

## Демографія
Населення за роками:

Станом на 1 січня 2023 року в муніципалітеті офіційно проживало 438 іноземців з 24 країн, серед них 110 громадян країн Євросоюзу та 8 громадян України.

## Сусідні муніципалітети
- Альбаредо-д'Адідже
- Арколе
- Кальдієро
- Колоньйола-ай-Коллі
- Ронко-алл'Адідже
- Сан-Боніфачіо
- Соаве
- Веронелла
- Дзевіо